# Те-Мусес-Тут
Те-Мусес-Тут, Мусес-Тут (англ. The Moose's Tooth, Moose's Tooth, Mooses Tooth; рус. Лосиный зуб) — скала на восточном склоне ледника Рат в центральной части Аляскинского хребта на территории национального парка Денали. Высота 3150 (3170) метров над уровнем моря. Впервые покорена в июне 1964 года немецкой экспедицией из четырёх альпинистов.

## Описание, этимология
Несмотря на небольшую относительную высоту (1030 метров), скала сложна для восхождения, так как изобилует крупными каменными склонами и длинными ледовыми кулуарами. Неподалёку от Лосиного Зуба находятся менее известные скалы Глазной Зуб, Сахарный Зуб и Сломанный Зуб. Маршруты восхождения на Лосиный Зуб носят забавные названия «Ветчина и яйца», «Танец мастера Ву Ли», «Взболтать, но не смешивать» и другие.
Прежнее имя скалы — гора Хаббард в честь генерала Томаса Хаббарда (1838—1915), президента «Арктического клуба Пири». Позднее Геологическая служба США переименовала скалу в нынешнее название, которое является точным переводом оригинального имени горы с атабаскского языка, при этом в указанном названии не хватает грамматически необходимого здесь апострофа.

## История восхождений
- 1964, июнь — скала впервые покорена по северо-западному хребту. Вельш, Бирл, Хазенкопф, Рихеггер — все немцы.
- 1974 — скала покорена по юго-западному склону. Бокард, Кларк, Портер, Свенсон — все американцы.
- 1975, 16—18 июля — скала покорена по южному кулуару «Ветчина и яйца». Кракауэр, Дэвис, Зинссер. Ныне это самый популярный маршрут восхождения.
- 1981, конец февраля — скала покорена по восточному склону «Танец мастера Ву Ли[англ.]». Стамп[англ.], Бридуэлл[англ.][4][5].
- 1997, 1 мая — скала покорена по северному склону. Шоу, Симпер.